# Gunnel Norin
Gunnel Norin, född 1944 i Jönköping, är en svensk målare.
Norin har fått sin konstnärliga utbildning genom deltagande i konstkurser bland annat för Georg Suttner, Inger Wallertz, Cecilia Darle och Marianne Andersson på Gerlesborgsskolan samt av Peter Esdaile och Anne Kathrine Werenskiold i Oslo
Separat har hon ställt ut på bland annat Aker menighetshus i Oslo, Kulturnatten i Norrköping, Galleri LaFosse i Oslo, Galleri Vågen i Kristinehamn och Galleri Dalype i Oslo. Hon har medverkat i samlingsutställningar på Blommenholm Båtförening, Bogstad Gård i Oslo, Ateljé Fyra årstider Slependen, Vårsalongen på Kristinehamns konsthall och Lions Club i Oslo.
Norin är representerad vid Kristelig Gymnasium i Oslo, Norrköpings Tidningars konstklubb och Missionskyrkan OMB i Oslo.